# Sven Erik Kristiansen
Sven Erik Kristiansen (4 febbraio 1969) è un cantautore e musicista norvegese.

## Biografia
La sua fama deriva dall'aver fatto parte della black metal band Mayhem col nome di Maniac. Si unì al gruppo nel 1986 dopo l'abbandono del cantante originario Messiah (Eirik Nordheim). Rimase nella band fino al 1988, incidendo lo storico EP Deathcrush, quando fu sostituito da Kittil Kittilsen.
Quando Hellhammer (Jan Axel Blomberg) decise di riformare i Mayhem nel 1995 dopo la morte di Euronymous (Øystein Aarseth) e Dead, chiamò Maniac per fare da cantante al gruppo. Venne cacciato nel 2004 a causa della sua ansia da prestazione e problemi dovuti all'alcool. Ha fatto parte nel 2004 della hardcore punk band Bomberos e nel 2005 dà vita ad un nuovo progetto black doom metal, gli Skitliv. Dal 2008 suona con i Sehnsucht, gruppo experimental dark ambient nel quale suona con sua moglie Vivian Slaughter, cantante e bassista delle Gallhammer. Suona inoltre nei Wurdulak dal 2000.
Maniac è inoltre famoso per i violenti tagli ai polsi che si praticava nei concerti, durante il periodo con i Mayhem. Tuttavia, in interviste recenti Kristiansen ha dichiarato: «...quando realizzammo che i tagli erano diventati un fenomeno che la gente veniva apposta a vedere, smisi di farlo». Inoltre, dichiarò che l'attenzione mediatica ricevuta dai Mayhem è sproporzionata.